# Jean-Joseph Benjamin-Constant

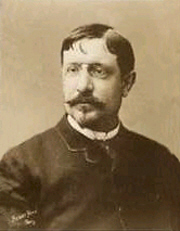
Jean-Joseph Benjamin-Constant, um 1880

Jean-Joseph Benjamin-Constant, eigentlich Jean-Joseph Constant, (* 10. Juni 1845 in Batignolles-Monceau;; † 26. Mai 1902 in Paris) war ein französischer Maler und Graphiker (Radierung).

## Leben
Benjamin-Constant war der Sohn von Joseph Jean-Baptiste Constant und dessen Ehefrau Cathérine Pichot-Duclos. Seine Taufe empfing er am 3. August 1845 in der Kirche Ste-Marie des Batignolles. Als seine Mutter 1847 starb, kam er zusammen mit seinem Vater nach Toulouse (Département Haute-Garonne) und wurde von seinen Tanten erzogen. Nach seiner Schulzeit wechselte er an die École des Beaux-Arts (EBA) von Toulouse als Schüler von Jules Garipuy. Mit dessen Unterstützung kam er 1866 zurück in seine Heimatstadt an die École des Beaux-Arts und wurde dort u. a. von Alexandre Cabanel unterrichtet.
Zusammen mit seinem Freund und Kollegen Georges Clairin unternahm Benjamin-Constant 1870 eine Studienreise durch Spanien. Als sich nach dem Deutsch-Französischen Krieg die Lage wieder gebessert hatte, unternahm er – wieder zusammen mit Clairin – eine ausgedehnte Reise durch Marokko. In Paris heiratete Benjamin-Constant 1875 Jeanne Arago, eine Tochter des Juristen Emmanuel Arago.
1888 berief man Benjamin-Constant als Nachfolger des verstorbenen Gustave Boulanger an die Académie Julian und fünf Jahre später nahm ihn die Académie des Beaux-Arts als Mitglied auf. Während dieser Jahre nahm Benjamin-Constant einige Male an den großen jährlichen Ausstellungen des Salon de Paris teil und wurde 1896 auch mit einer Ehrenmedaille prämiert. Eine seiner Schülerinnen war Angèle Delasalle, die ihn mehrmals (1901 und 1902) Porträtierte.
Jean-Joseph Benjamin-Constant starb 15 Tage vor seinem 57. Geburtstag am 26. Mai 1902 in Paris und fand seine letzte Ruhestätte auf dem Cimetière de Montmartre (Division 23).

## Rezeption
Die Eindrücke seine Spanien-Reise und sein Vorbild Eugène Delacroix lassen sich aus Benjamin-Constants frühen Werken nachweisen. Doch spätestens mit seinen Bildern, die während seines Aufenthalts in Marokko oder danach entstanden, gilt Benjamin-Constant als wichtiger Vertreter des Orientalismus in Frankreich.
Unabhängig davon wurde er bald schon zu einem gesuchten Porträtisten. Außerdem hatte er einige Male in Zusammenarbeit mit Kollegen wichtige öffentliche Räume ausgeschmückt.

## Ehrungen
- 1878 Ritter der Ehrenlegion
- 1884 Offizier der Ehrenlegion
- 1896 Ehrenmedaille des Salon de Paris für Mon fils André.
- 1900 Commandeur der Ehrenlegion
- Ordre des Palmes Académiques

## Werke (Auswahl)
Ölbilder
- Judith
- Les nuits arabes.
- Les Chérifas.
- La Favorite de l'émir. 1879.
- Odalisque. 1882.
- Le harem marocain. 1882.
- Le soir sur les terrasses. 1892.

Porträts
- Papst Leo XIII.
- Königin Alexandra.
- Henri Blowitz (Journalist).
- Mon fils André.
- Lord John Lumley-Savile.

Deckengemälde
- Empfangssaal im Rathaus von Paris
- Petit Salon in der Sorbonne
- Empfangssaal in der Opéra-Comique

Galerie
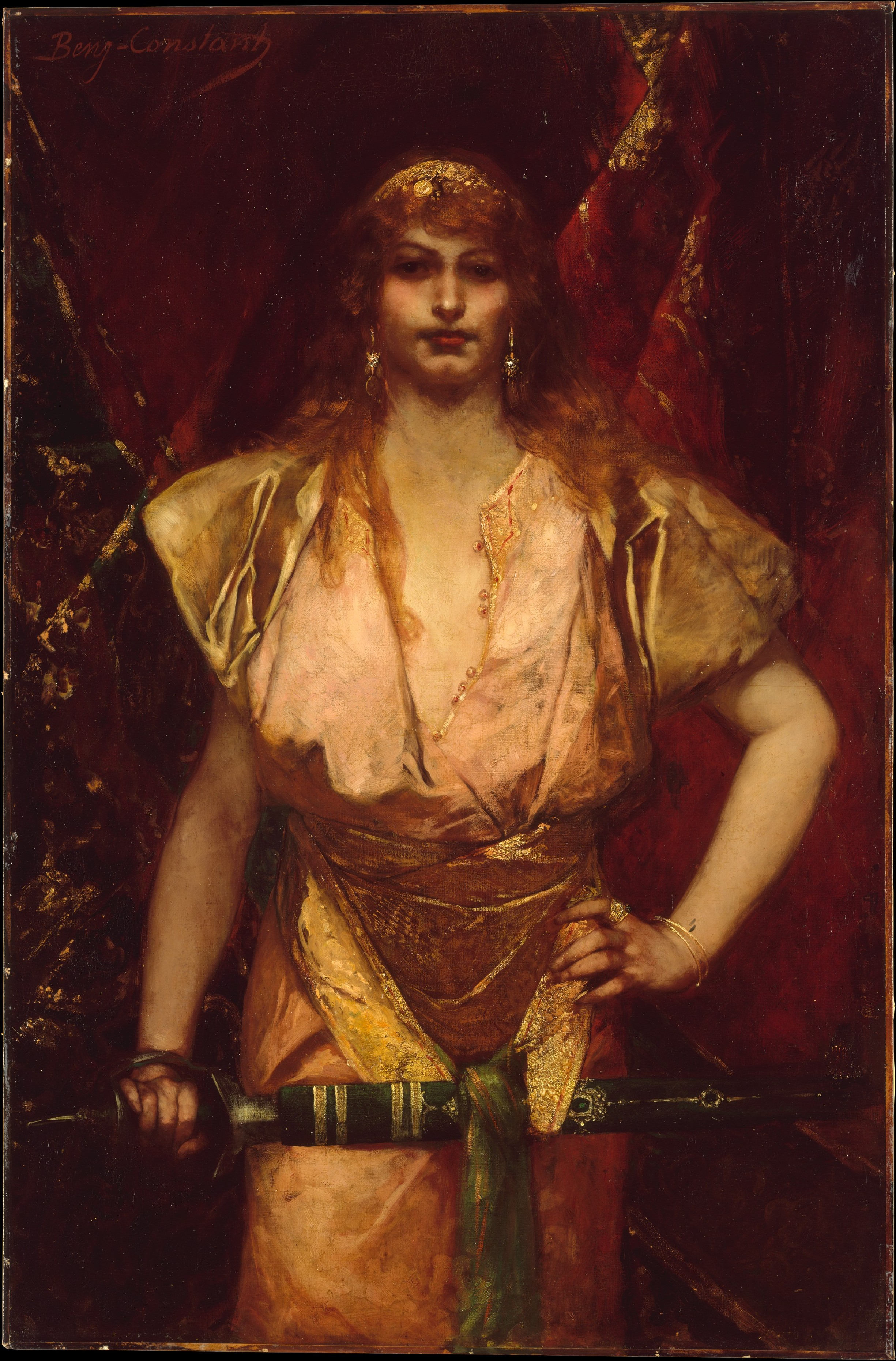
Judith Metropolitan Museum of Art
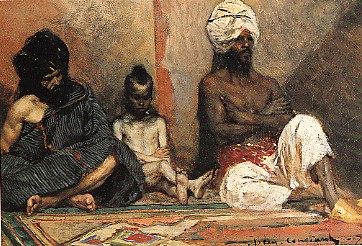
Arabes assis (1877) Dahesh Museum
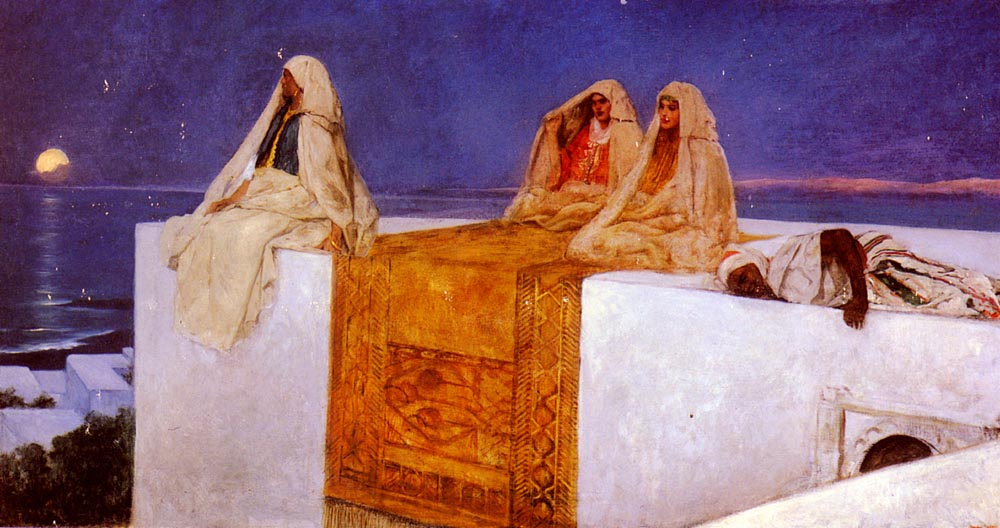
Les nuits arabes Private collection
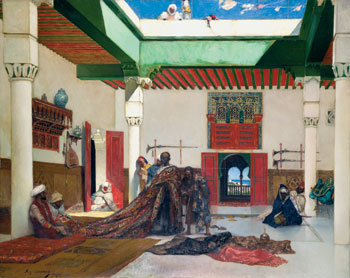
Marchand de tapis à Tanger (1883) Private collection
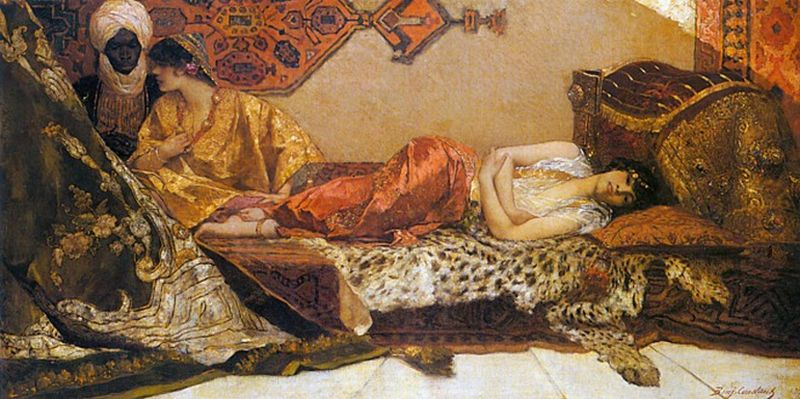
Odalisque (1882) Private collection
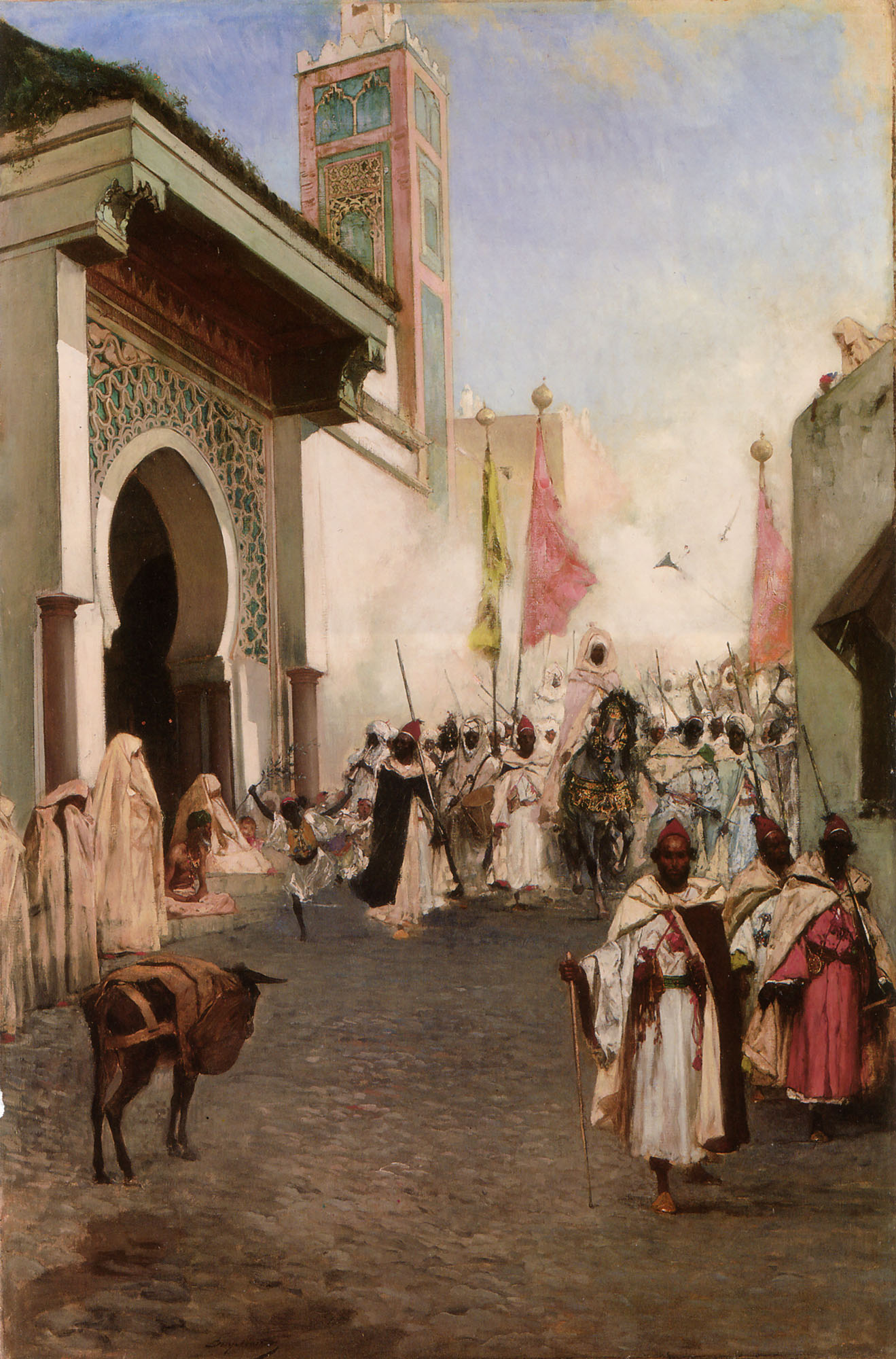
Le sultan du Maroc à la prière Private collection
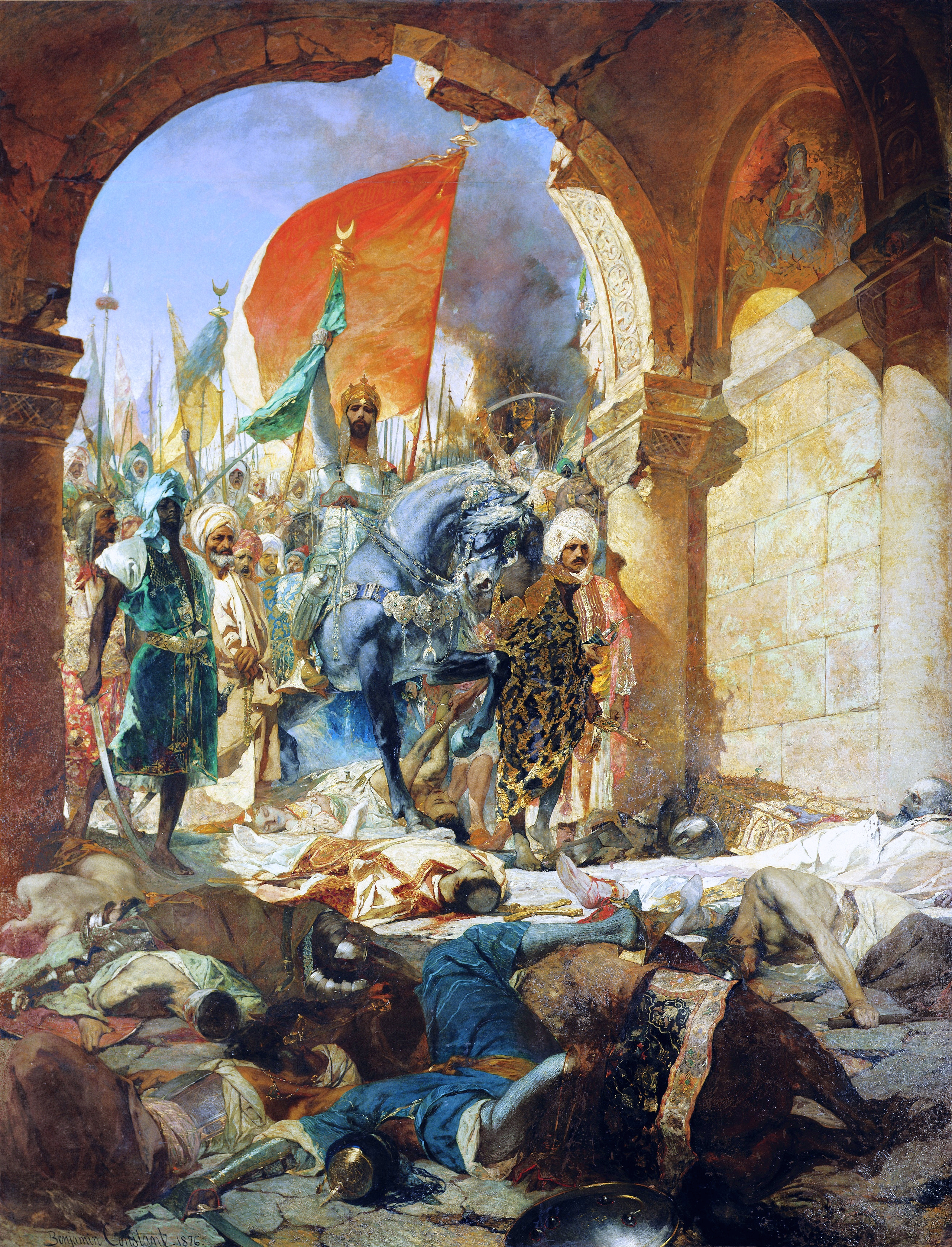
Entrée de Mehmed II dans Constantinople (1876) Private collection
La favorite d'émir (1879) U.S. Naval Academy Museum

## Schüler (Auswahl)
| - Louis Abel-Truchet (1857–1918) - Henri Biva (1848–1929) - Madeleine Carpentier (1865–1949) - Angèle Delasalle (1867–1939) | - Camille Godet (1879–1966) - Henri Guinier (1867–1927) - Emma Herland (1855–1947) - Paul Peel (1860–1892) | - Léon Tanzi (1846–1913) - Jules Taupin (1863–1932) - Louis Valtat (1869–1952) - Antoine Villard (1867–1934) |